# Ketill Þorsteinsson
Ketill Þorsteinsson (en latín Ketillus Thorsteini filius), (1075-7 de julio de 1145), fue el segundo obispo católico de Hólar, Haukadalur, Árnessýsla, en Islandia entre 1122 y 1145. Era hijo de Þorsteinn Eyjólfsson (1040-1090), descendiente de uno de los más grandes caudillos de la Mancomunidad Islandesa, Gudmundur Eyjólfsson de Möðruvellir en Eyjafjörður, y de Saeunn [Steinunn] Björnsdóttir (n. 1070).
Ingresó como sacerdote en Hólar hacia 1106 y elegido como sucesor de Jón Ögmundsson el 12 de febrero de 1122 por el arzobispo Össur. El monasterio de Þingeyrar fue fundado bajo su mandato en 1133. Fue un hombre muy popular y respetado, con grandes ambiciones culturales. En el prefacio de Íslendingabók de Ari fróði aparece una cita sobre la voluntad de hacer dicha obra para los obispos Ketil Þorsteinsson y Þorlákur Runólfsson, que los leyeron y aportaron enmiendas y anexos. El Kristinréttur hinn forni (Viejo derecho cristiano) se insertó bajo influjo de ambos entre 1122 y 1133. 
Según Þorgils saga ok Hafliða, su papel como mediador en el grave conflicto entre Þorgils Oddson y Hafliði Másson, fue decisiva para evitar una guerra civil.
Ketill casó con Gróa Gissurardóttir (n. 1075), una hija de Gissur Ísleifsson, obispo de Skálholt. Fruto de esa unión nació Runólfur Ketilsson (1100 - 1186), padre del abad Kári Runólfsson.

## Eyjafjörður
Hubo otro sacerdote con el mismo nombre Ketill Þorsteinsson (1097 - 1173), que aparece citado en la saga Sturlunga, de Grundarþing, Eyjafjörður. Hijo de Þorsteinn Einarsson (1065 - 1149) y de Saeunn [Steinunn] Björnsdóttir (n. 1070).

### Herencia
Tuvo relaciones y descendencia con varias mujeres:
- Jón Ketilsson (n. 1140), nombre de la madre desconocido.
- Þórdís Ketilsdóttir (n. 1142), de una segunda relación, también desconocida.

Con Álfheiður Þorleifsdóttir (n. 1130), hija de Þorleifur Þorláksson (1110 - 1200):
- Árni Ketilsson (n. 1150).
- Herdís Ketilsdóttir (1154 - 12 de mayo de 1207), que sería esposa del obispo Páll Jónsson.
- Þorlákur Ketilsson.